# Pulindaka
Pulindaka est le sixième empereur de l’empire Shunga. Il régna de 122 à 119 av J.C. Il fut précédé par Odruka et Ghoshavasu lui succéda.

## Source
- (pt) Cet article est partiellement ou en totalité issu de l’article de Wikipédia en portugais intitulé « Pulindaca » (voir la liste des auteurs).